# Suzuki X-Head
De Suzuki X-Head is een conceptauto van het Japanse merk Suzuki. Deze auto werd voor het eerst getoond op de Tokyo Motor Show van 2007.

## Concept
De auto kan gezien worden als een kleine pick-up met meerdere mogelijkheden. Volgens Suzuki kunnen er zogenaamde "kits" op gezet worden waardoor het onder andere een camper wordt of een klein reddingsvoertuig. Op de autosalon van Tokyo stonden er twee kleine crossmotoren achter in de X-Head.
Het is nog niet duidelijk of deze auto is productie zal gaan of eventueel zal dienen als opvolger van de Suzuki Jimny of Grand-Vitara.
Huidige modellen Europa:
Across ·
Ignis ·
Jimny ·
S-Cross ·
Swace ·
Swift · 
Vitara

Huidige modellen internationaal:
Alto Lapin · 
APV ·
Baleno ·
Carry · 
Celerio · 
Equator · 
Ertiga · 
Every ·
S-Presso ·
Landy ·
MR Wagon · 
Palette · 
Solio · 
Wagon R

Uit productie:
Cappuccino · 
Cara ·
Cervo · 
Forenza ·
Fronte · 
Grand Vitara · 
Grand Vitara XL-7 · 
Kei · 
Kizashi · 
Liana · 
LJ · 
Mighty Boy · 
Reno ·
SJ/Samurai · 
Splash ·
Suzulight · 
Twin · 
Verona ·
X-90 · 
XL7 · 
Wagon R+

Concept cars:
A-Star · 
Concept-S · 
Ionis ·
Concept Kizashi · 
Concept Kizashi 2 · 
Concept Kizashi 3 · 
Kizashi Apex Turbo ·
Kizashi EcoCharge ·
LC · 
Makai · 
Mom's Personal Wagon ·
Pixy en SCC · 
P.X · 
Q · 
RIII · 
Regina · 
S-Cross ·
Splash · 
Swift S · 
Swift PHEV ·
SXForce ·
X-Head · 
XA Alpha